# Loope
Loope ist ein Ortsteil der Gemeinde Engelskirchen im Oberbergischen Kreis in Nordrhein-Westfalen.

## Lage und Beschreibung
Der Ort liegt rund vier Kilometer westlich von Engelskirchen und etwa ebenso weit östlich von dem zur Stadt Overath gehörenden Vilkerath an der Agger sowie der Bundesstraße 55. Von Süden ist der Ort über die L 153 erreichbar. Am Stausee Ehreshoven liegt mit knapp 100 m ü. NHN der tiefste Punkt des Oberbergischen Kreises.

## Einwohnerentwicklung
Einwohnerzahlen ohne die Ortsteile Oberstaat, Westen, Kastor, Rottland, Hülsen und Niederhof.
| Jahr | Einwohner |
| ---- | --------- |
| 1817 | 589       |
| 1831 | 763       |
| 1843 | 706       |
| 1885 | 1025      |
| 1905 | 1106      |
| 1920 | 1017      |
| 1926 | 1128      |
| 1932 | 1107      |
| 1935 | 1097      |
| 1937 | 1103      |
| 1940 | 1224      |
| 1948 | 1577      |
| 1950 | 1676      |
| 1955 | 1732      |
| 1966 | 2288      |
| 2007 | 3962      |

## Geschichte

### Besiedlung und Erstnennung

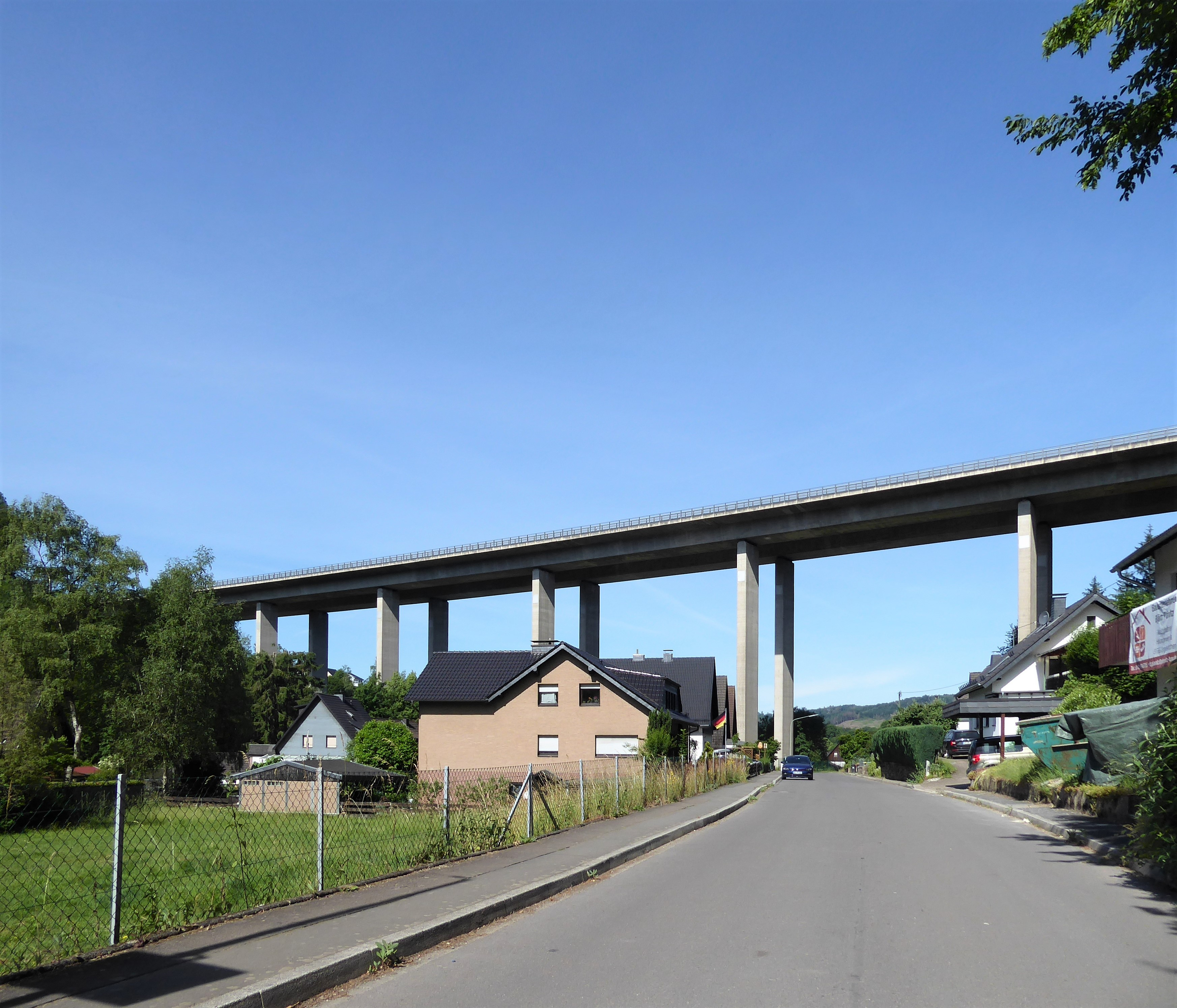
Loopetalbrücke der Bundesautobahn 4

Der innerbergische Raum ist erst relativ spät erschlossen und besiedelt worden. Gründe für die späte Besiedlung sind die verhältnismäßig hohen Niederschlagsmengen und die damit verbundene Hochwassergefahr sowie die verkehrsfeindlichen Steilhänge. Zudem sind die Böden nur wenig für den Anbau hochwertiger Pflanzen geeignet. Archäologische Funde im Bereich der Grube Bliesenbach  datierte das Rheinische Landesamt für Bodendenkmalpflege auf die Zeit um 20 n. Chr. Es handelt sich hierbei um Scherben römischer Keramik und Importkeramik aus dem Mittelmeerraum. Offensichtlich betrieben die Römer hier Bergbau auf Silber- und Bleierze. Feste Siedlungsplätze dürften zu dieser Zeit jedoch nicht entstanden sein.
Die meisten Dörfer entstanden in der frühmittelalterlichen Rodungsperiode zwischen 900 und 1200. Loope gehörte als Unter-Kirchspiel des Kirchspiels Engelskirchen zum Frohnhof Lindlar. Der Ort wurde erstmals 1413 in einer „Kämmereirechnung für den Fronhof Lindlar“ des Severinstiftes in Köln erwähnt. Die Schreibweise der Erstnennung ist Loeppe, was sich vermutlich aus den germanischen Wortstämmen Loh=Wald und -epe=Bach herleitet. Es kann angenommen werden, dass der Ort seinen Namen vom nahe Drabenderhöhe entspringenden Loopebach erhielt.
Für den Bereich Loope verzeichnete der Stiftskämmerer 21 Höfe. Loope selbst wird, vermutlich aufgrund der hochwassergefährdeten Tallage, mit nur einem Gehöft aufgeführt.

### Von 1800 bis 1900
Seit dem Wiener Kongress gehörte Loope zum Königreich Preußen. In 1828 erstellten Flurkarten sind für das Dorf Loope 31 Gebäude sowie 13 Scheunen verzeichnet. Größter Landbesitzer war der Graf von Nesselrode, der die Hälfte von Unter-Engelskirchen besaß. Die Grundstücke wurden überwiegend zur Forst- und Landwirtschaft genutzt. Eine erste Steinbrücke über die Agger wurde 1830 erbaut; zuvor wurde die Agger durch eine Furt an der Einmündung des Loopebachs überquert.

### Von 1900 bis 1945
Gegen Ende des Zweiten Weltkriegs wurde Loope wiederholt Ziel von alliierten Luftangriffen. Bei einem ersten Angriff auf Ehreshoven am 2. Februar 1945 wurden 22 Menschen getötet. Bei dem mit ca. 10 Flugzeugen durchgeführten Angriff wurden der Bahnhof und Brücken leicht beschädigt. Bei einem zweiten Angriff auf die Ortsmitte am 19. Februar starben sieben Personen. Bei einem letzten Angriff am 1. März wurden mehrere Gebäude zerstört. Am 11. April erreichten amerikanische Soldaten Loope. Die abrückenden deutschen Truppen hatten wenige Stunden zuvor die Brücken über die Agger gesprengt; einzig die Eisenbahnbrücke in der Ortsmitte blieb nahezu unbeschädigt, da ein Anlieger die Zündkabel zuvor durchtrennt hatte. Im Zweiten Weltkrieg starben 70 Soldaten aus Loope.

### Jüngere Geschichte
Im Rahmen der kommunalen Neugliederung wurde Loope 1974 mit der gesamten Gemeinde Engelskirchen durch das Köln-Gesetz aus dem Rheinisch-Bergischen Kreis aus- und in den Oberbergischen Kreis eingegliedert.

## Kultur und Sehenswürdigkeiten

### Kirchengemeinden

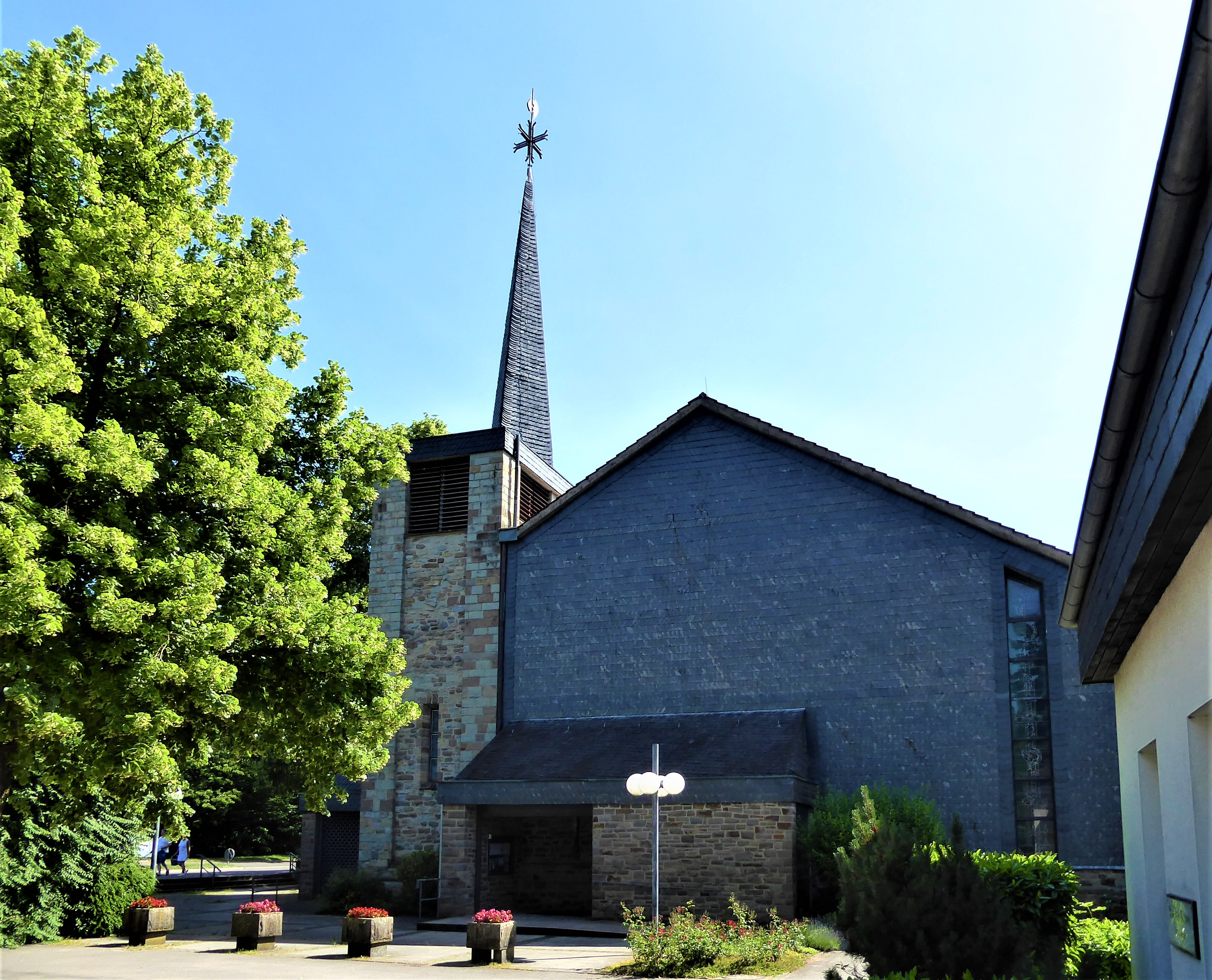
Kirche Herz Jesu in Loope

In Loope gibt es eine evangelische und eine katholische Kirchengemeinde. Die Bevölkerung von Loope war lange Zeit weitgehend katholisch. Die Anzahl der evangelischen Bürger stieg erst nach dem Ende des Zweiten Weltkriegs deutlich an.
- Die evangelische Kirchengemeinde Engelskirchen und Loope hat seit 1962 ein Jugendheim und seit 1991 das Paul-Gerhard-Haus, in dem Gottesdienste gefeiert wurden. Bis 1961 wurden hierfür die Sakristei der katholischen Kirche oder Räumlichkeiten in der katholischen Grundschule genutzt.[12] Mit der Erweiterung des evangelischen Kindergartens im Jahr 2003 wurde das Paul-Gerhard-Haus entweiht und für die ganztägige Nutzung im Rahmen der Kinderbetreuung umgebaut. Die evangelische Kirchengemeinde nutzt nun die Christuskirche in Engelskirchen für ihre Gottesdienste.[13]
- Die katholische Kirchengemeinde nutzte bis zur Eröffnung der ersten katholischen Kirche am 8. Dezember 1907 die Rochuskapelle. Das Kirchengebäude wurde zwischen Ende 1955 und November 1957 deutlich zur heutigen Herz-Jesu Kirche erweitert, im Inneren befindet sich eine Orgel von Romanus Seifert aus Kevelaer (1979).[14]

### Wandern und Radwege

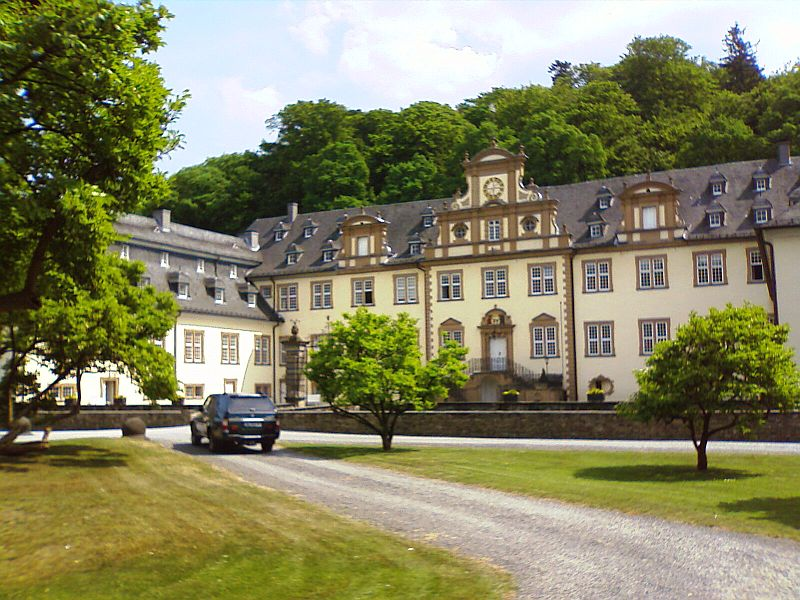
Schloss Ehreshoven

Folgende Wanderwege werden vom Wanderparkplatz Loope vom Sauerländischen Gebirgsverein (SGV) angeboten:
- A1 (1,3 Kilometer) – A2 (7,1 Kilometer) – A4 (7,0 Kilometer) – A5 (8,3 Kilometer)

### Denkmäler
In Loope gibt es Stand 2014 15 Baudenkmäler. Neben dem überregional bekannten Schloss Ehreshoven und einigen Gebäuden im Umfeld des Schlosses zählen hierzu zwei Kapellen, mehrere Wegkreuze sowie der Bahnhof Ehreshoven und die Hängebrücke Kastor.

## Wirtschaft und Infrastruktur

### Bergbau
Auf den folgenden Bergwerken wurde in Loope Bergbau betrieben:
- Bis 1931 auf der Grube Bruno II in der Ortschaft Niederhof,
- bis 1929 auf der Grube Castor in der Ortschaft Kastor,
- bis 1926 auf der Grube Bliesenbach im Ortsteil Loope
- bis 1896 auf der Grube Silberkaule im Ortsteil Loope.

### Verkehr

#### Autobahn
Loope ist über die Bundesautobahn A4 an das Autobahnnetz angeschlossen. Nächste Anschlussstellen sind die Auffahrten Overath und Engelskirchen.

#### Eisenbahn
Durch Loope führt die Bahnstrecke Siegburg–Olpe, auf der die Oberbergische Bahn (RB25) zwischen Köln Hansaring und Lüdenscheid verkehrt. Die Strecke hatte früher in Loope einen Haltepunkt (am heutigen Hubertushof) und den Bahnhof Ehreshoven, die heute jedoch nicht mehr bedient werden. Es gab zwischenzeitlich Überlegungen, in Loope einen neuen Haltepunkt einzurichten. Nachdem ein vom Verkehrsverbund Rhein-Sieg beauftragter Gutachter empfahl, einen zusätzlichen Haltepunkt in Vilkerath einzurichten, gab die Gemeinde Engelskirchen im November 2013 bekannt, dieses Vorhaben zu unterstützen und einen neuen Haltepunkt in Loope nicht weiterzuverfolgen. Die nächsten Haltepunkte sind Overath und Engelskirchen.

#### Linienbus-Haltestellen
Durch Loope verkehrt die Linie 310 der RVK von Gummersbach nach Overath. Haltestellen in Loope sind:
- Loope
- Loope Kirche
- Broich
- Schloss Ehreshoven
- Unterstaat[18]

Seit 2006 gibt es zudem einen ehrenamtlich betriebenen Bürgerbus, der mehrmals wöchentlich von Haltepunkten in den Außenbereichen Loopes Ziele in Engelskirchen anfährt.

### Schulen und Kindergärten
Eine Schule ist in Loope ab 1819 nachweisbar. Es handelte sich um ein Lehmfachwerk mit Strohdach an der heutigen B 55. Aufgrund steigender Schülerzahlen wurde 1846 ein neues Schulgebäude bezogen, in dem 100 Schüler von zwei Lehrern unterrichtet werden konnten. 1883 wurde das Gebäude um zwei Klassenräume erweitert. Um die Jahrtausendwende wurden 280 Kinder unterrichtet. Aufgrund von steigenden Schülerzahlen und baulichen Mängeln wurde 1956 mit dem Bau einer neuen Grundschule begonnen. Die zuständige Schulaufsichtsbehörde hatte zuvor die Erweiterung des bestehenden Gebäudes aufgrund ungünstigen Lage zwischen Bundesstraße und Eisenbahnstrecke abgelehnt.
Der Neubau der Schule begann 1956; das Schulgebäude konnte am 11. Oktober 1958 eröffnet werden. Das Gebäude wird heute als katholische Grundschule mit Ganztagsbetreuung genutzt.
In Loope gibt es einen katholischen Kindergarten, der 1975 erbaut und seitdem mehrfach erweitert wurde. Der evangelische Kindergarten, der 1989 gegründet wurde, nutzt die Räumlichkeiten der evangelischen Gemeinde.
Der evangelische Kindergarten wurde 2013 grundlegend erweitert und bietet nun auch die Möglichkeit einer Ganztagesbetreuung.

## Persönlichkeiten
- Leni Behrendt (1894–1968), Schriftstellerin, lebte und arbeitete seit 1954 in Loope
- Peter „de Aap“ Müller (1927–1992), Boxer, besaß in Loope einen Zweitwohnsitz
- Trude Herr (1927–1991), Schauspielerin/Schlagersängerin, lebte zeitweise in Loope